# Liberté (film, 2009)
Pour les articles homonymes, voir Liberté (homonymie).
Pour plus de détails, voir Fiche technique et Distribution.
Liberté, également titré Korkoro en romani, est un film français réalisé par Tony Gatlif et sorti en 2009.

## Synopsis
En 1943, une famille tsigane arrive comme chaque année dans un village du centre de la France pour les vendanges. Cependant, les nouvelles lois du régime de Vichy interdisent désormais tout vagabondage et errance. Les carnets anthropométriques ne sont plus suffisants pour prouver leur identité et assurer leur sécurité. Le maire du village, Théodore, à la suite d'une première rafle de la famille et leur rétention en camp provisoire, décide de leur céder pour 10 francs symboliques une vieille maison et son terrain ayant appartenu à son grand-père afin de les sortir du camp et démontrer d'un titre de propriété prouvant d'une sédentarisation. Les Tsiganes s'y installent malgré leur tradition de liberté et la peur des fantômes de Taloche, un gitan un peu simplet et fantasque. Les haines du village s'exacerbent mais Théodore résiste et avec l'aide de mademoiselle Lundi, l'institutrice du village et employée de mairie, réussit une tentative de scolarisation de quelques enfants et de Taloche. La Milice française poursuit ses rafles avec l'aide des troupes allemandes. La famille tsigane décide de fuir le village et de trouver refuge dans la forêt où ils seront finalement débusqués, arrêtés, et déportés.

## Fiche technique
- Titre français : Liberté
- Titre international : Korkoro
- Réalisation : Tony Gatlif
- Scénario et dialogues : Tony Gatlif
- Musique : Delphine Mantoulet et Tony Gatlif
- Photographie : Julien Hirsch
- Montage : Monique Dartonne
- Costumes: Catherine Rigault
- Décors : Brigitte Brassart
- Sociétés de production : Princes Production, en coproduction avec Rhône-Alpes Cinéma et France 3 Cinéma
- Société de distribution : UGC Distribution (France)
- Pays d'origine :  France
- Langues originales : français, romani et allemand
- Format : couleur - 35 mm - 2.35:1 (Scope) - Stéréo Dolby Digital
- Genre : drame historique
- Durée : 111 minutes (1 h 51)
- Dates de sortie :
  - Canada : août 2009 (Festival des films du monde de Montréal)
  - France : 6 novembre 2009 (Festival d'Arras), 13 novembre 2009 (Festival de Pessac), 24 février 2010 (sortie nationale)
  - Suisse : 24 février 2010 (Suisse romande)

## Distribution
- Marc Lavoine : Théodore Rosier
- Marie-Josée Croze : Mademoiselle Lundi
- James Thierrée : Félix Lavil dit Taloche
- Kevyn Diana : Zanko
- George Babluani : Kako
- Iljir Selimoski : Chavo
- Rufus : Fernand
- Carlo Brandt : Pierre Pentecôte
- Mathias Laliberté : P'tit Claude (surnommé Tchouroro par les Tziganes)
- Bojana Panić : Tina
- Arben Bajraktaraj : Darko

## Production
Le thème du film est la persécution des Tsiganes par les autorités de la France de Vichy, en collaboration avec les occupants nazis, pendant la Seconde Guerre mondiale. Il s'inspire par ailleurs de la vie de la résistante Yvette Lundy, une institutrice qui a été déportée pour avoir fait de faux papiers.
Le film a été tourné dans la Loire, dans les monts du Forez, dans la commune de Rozier-Côtes-d'Aurec, dans les environs de Saint-Bonnet-le-Château et à proximité de Târnăveni en Roumanie où un camp de concentration a été reconstruit pour le tournage.
Tony Gatlif a engagé des acteurs professionnels et non professionnels pour jouer les membres de la famille tzigane. les acteurs qui interprètent les cinq frères et sœurs roms sont issus de nationalités différentes. Il a également fait appel à une famille tzigane de Roumanie et à Raya Bielenberg grande figure rom, pour interpréter le rôle de la grand-mère. La langue rom utilisée est principalement du kalderash – la langue rom la plus utilisée par les tziganes d'Europe de l'Est – mais aussi du tchorel.

## Distinctions
- Festival international du film d'histoire de Pessac 2009 : Prix du public[4]
- Festival des films du monde de Montréal 2009 : Grand Prix des Amériques, Mention spéciale du prix du jury œcuménique, Prix du public.
- César 2011 : nomination au César de la meilleure musique